# 2-й армійський корпус (Російська імперія)
2-й армійський корпус (рос. 2-й армейский корпус) — загальновійськове оперативне з'єднання (армійський корпус) Російської імператорської армії. Штаб-квартира — Гродно.

## Структура
До початку Великої війни входив до складу Віленської військової округи. Складн станом на 18.07.1914:
- 26-та піхотна дивізія[ru]
  - 1-ша бригада
    - 101-й піхотний Пермський полк[ru]
    - 102-й піхотний Вятський полк[ru]

  - 2-га бригада
    - 103-й піхотний Петрозаводський полк[ru]
    - 104-й піхотний Устюжський полк[ru]

  - 26-та артилерійська бригада
- 43-тя піхотни дивізія[ru]
  - 1-ша бригада
    - 169-й піхотний Ново-Трокський полк[ru]
    - 170-й піхотний Молодечненський полк[ru]

  - 2-га бригада
    - 171-й піхотний Кобринський полк[ru]
    - 172-й піхотний Лідський полк[ru]

  - 43-тя артилерійська бригада
- 2-га кавалерійська дивізія[ru]
  - 1-ша бригада
    - 2-й лейб-драгунський Псковський полк[ru]
    - 2-й лейб-уланський Курляндський полк[ru]

  - 2-га бригада
    - 2-й лейб-гусарський Павлоградський полк[en]
    - 2-й Донський козацький покл[ru]

  - 2-й кінно-артилерійський дивізіон
- 2-й мортирно-артилерійський дивізіон
- 4-й саперний батальйон
- 3-й понтонний батальйон

## Літератора
- 2-й армейский корпус [Архівовано 20 квітня 2013 у Wayback Machine.]
- К. А. Залесский. Первая мировая война. Правители и военачальники. Биографический энциклопедический словарь. 2000